# مستر میراکل
مستر میراکل (به انگلیسی: Mister Miracle) با نام اصلی اسکات فری، یک شخصیت خیالی ابرقهرمان در کتاب‌های کامیک آمریکایی منتشر شده توسط دی‌سی کامیکس است. این شخصیت توسط نویسنده/طراح جک کربی خلق شده‌است که برای اولین بار در شمارهٔ ۱ از مجموعه مستر میراکل (آوریل ۱۹۷۱) حضور پیدا کرد. اسکات فری پسر هایفادر، فرمانروای سیارهٔ خیالی نیو جنسیس و همسرش آویا است. اسکات در زمان کودکی در معاملهٔ پیمان صلح و پایان دادن به جنگ دو سیاره نیو جنسیس و آپوکالیپس، در مقابل اوریون، پسر دوم شخصیت ابرشرور دارک‌ساید مبادله شد. او به عنوان استاد و بزرگترین هنرمند در حرفهٔ فرار و گریز در جهان شناخته می‌شود و تا به این لحظه هیچ زندان، دستگاه و یا دامی قادر به نگه داشتن او نبوده است. او همچنین شوهر بیگ باردا، یکی از اعضای سابق گروه زنان فیوری است.